# 엽기인걸 스나코
《엽기 인걸 스나코》(ヤマトナデシコ七変化♥ 야마토나데시코 칠변화[*])는 하야카와 토모코에 의한 일본의 소녀 만화이다. 또한 이 작품을 원작으로 하는 텔레비전 애니메이션·텔레비전 드라마이다.

## 개요
- 2006년 10월부터 2007년 3월까지 TV 도쿄 계열에서 방송되었다. 전 25화.

- 일본의 코단샤에서 판매한 현재까지의 31권 단행본입 발간되었다.

캐치프레이즈는 〈"폭주 비주얼 만화"〉

## 텔레비전 드라마
TBS에서 2010년 1월 15일부터 2010년 3월 19일까지 방영된 일본의 텔레비전 드라마이다. 카메나시 카즈야 주연. 평균 시청률은 8.2%의 다소 낮은 시청률을 기록했다.
캐치프레이즈는 〈"우리들이 세계 제일의 레이디로 만들어주겠어"〉

### 개요
- 카메나시 카즈야는 TBS의 연속 드라마 첫 주연작이다. 헤로인 나카하라 스나코 역의 오오마사 아야는 지상파 첫 히로인이 된다. 또한 미야오 슌타로와 칸베 란코는 이 작품이 드라마 첫 출연이다.

- 2010년 1월 12일부터 2월 14일까지 본 드라마와 롯데의 협력을 통해 "롯데 가나 초콜릿"의 CM(광고)가 TBS 계열에서 방송되었다.

### 등장 인물
- 타카노 쿄헤이 : 카메나시 카즈야 (중학교 시절: 키시모토 신타로) - 좋아하는 사람:나카하라 스나코, 특기:스나코와 같이 싸움.
- 나카하라 스나코 : 오오마사 아야 - 좋아하는 사람:타카노 쿄헤이, 특기:쿄헤이와 같이 싸움.
- 토야마 유키노조 : 테고시 유야
- 오다 다케나가 : 우치 히로키
- 모리이 란마루 : 미야오 슌타로
- 나카하라 타케루 : 카토 세이시로 <나레이션>
- 카사하라 노이 : 칸베 란코
- 네네 : 하나가타 아야사
- 신이치 : 오오스기 렌
- 나카하라 미네 : 다카시마 레이코

### 제작진
- 원작 : 하야카와 토모코
- 각본 : 시노자키 에리코
- 프로듀서 : 이시이 야스하루, 미키 신이치
- 연출 : 이시이 야스하루, 카와시마 류타로, 오오사와 유우키
- 음악 : 야마시타 코우스케
- 저작권 : TBS

### 주제가
- 드라마 주제가 : KAT-TUN 〈"Love yourself ~ 네가 싫어하는 네가 좋아 ~"〉

### 원작 만화와의 차이점
- 주인공이 스나코에서 쿄헤이로 바뀌어 설정되어 있다.
- 쿄헤이, 타케나가, 유키노조 등은 원작에서는 고교생이지만, 드라마에서는 대학생으로 설정되었다.
- 원작에서는 미네에게 아이는 없었지만, 드라마에서는 오리지널 역할로 아들 타케루가 등장하고 집안에서 자칭 하숙집 관리인을 맡고 있다.
- 쿄헤이 등의 단골 찻집 "메이큐이리"의 마스터 신이치가, 드라마 오리지널 역할로 등장한다.
- 스나코의 성격이 원작보다 크게 변경되어 평소에는 소심하고 매사에 소극적이지만, 쿄헤이에게 "부스나코"라고 불러지게 되면 초자연적으로 전투력을 발휘하게 되어 성격도 적극적으로 변화한다.

### 부제목과 방영일, 시청률
| 각 화                                     | 방송일          | 부제                        | 시청률 |
| ----------------------------------------- | --------------- | --------------------------- | ------ |
| 제1화                                     | 2010년 1월 15일 | 얼굴인가 마음인가?          | 12.1%  |
| 제2화                                     | 2010년 1월 22일 | 첫 키스                     | 9.3%   |
| 제3화                                     | 2010년 1월 29일 | 사랑 ...?                   | 7.6%   |
| 제4화                                     | 2010년 2월 5일  | 결혼따위 안시켜             | 5.2%   |
| 제5화                                     | 2010년 2월 12일 | 대결! 쿄헤이 vs 유키노죠    | 8.5%   |
| 제6화                                     | 2010년 2월 19일 | 눈물의 고백! 알몸의 맹세    | 7.0%   |
| 제7화                                     | 2010년 2월 26일 | 배신의 동창회               | 7.6%   |
| 제8화                                     | 2010년 3월 5일  | 용기가 나는 언덕            | 9.2%   |
| 제9화                                     | 2010년 3월 12일 | 부모와 자식에게만 보이는 것 | 7.8%   |
| 최종회                                    | 2010년 3월 19일 | 네가 싫어하는 너를 좋아해   | 7.9%   |
| 평균 시청률: 8.2%                         |                 |                             |        |
| (시청률은 간토 지방·비디오 리서치사 조사) |                 |                             |        |